# Cremer & Wolffenstein

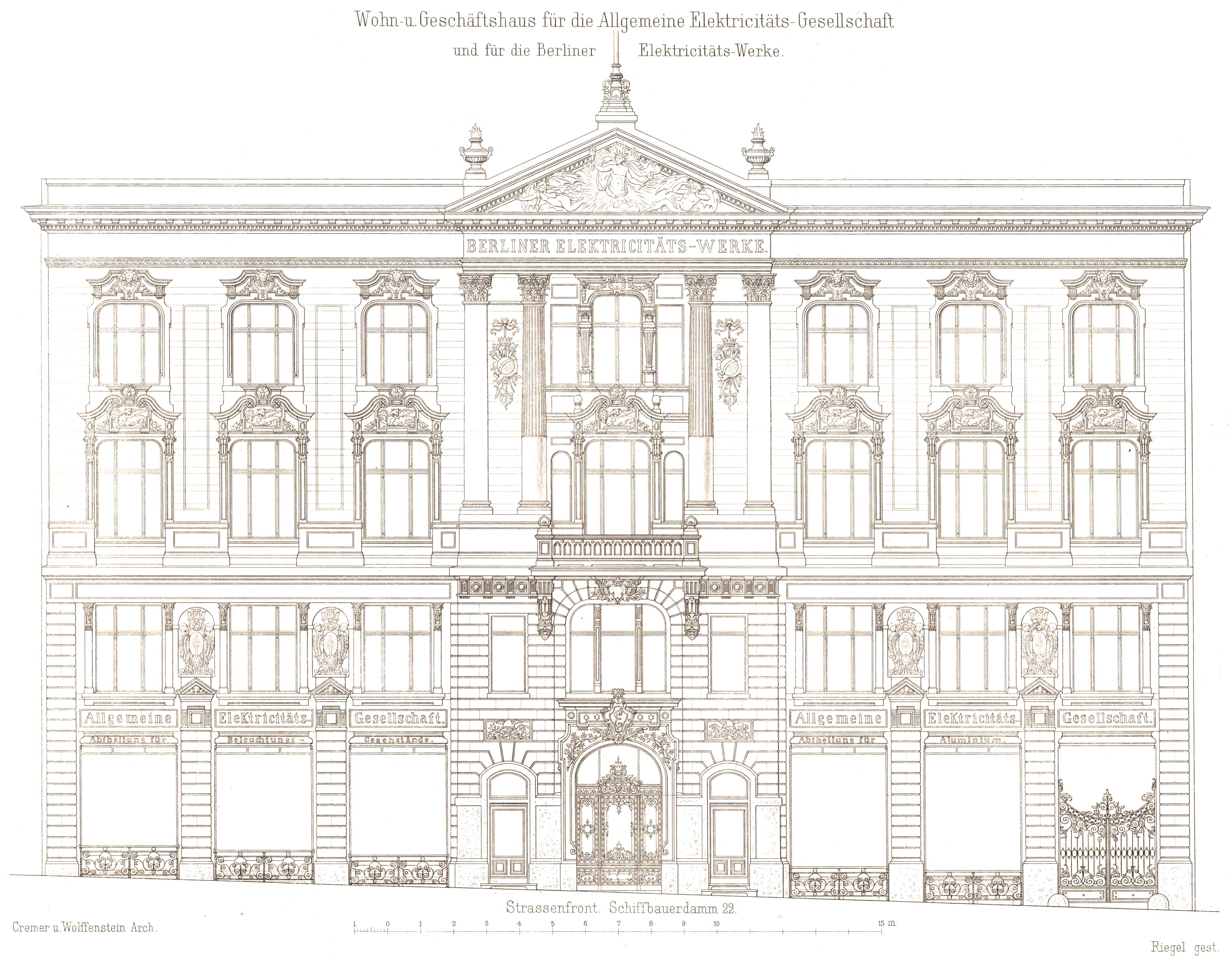
Verwaltungsgebäude der Allgemeinen Elektricitäts-Gesellschaft (AEG) am Schiffbauerdamm 22

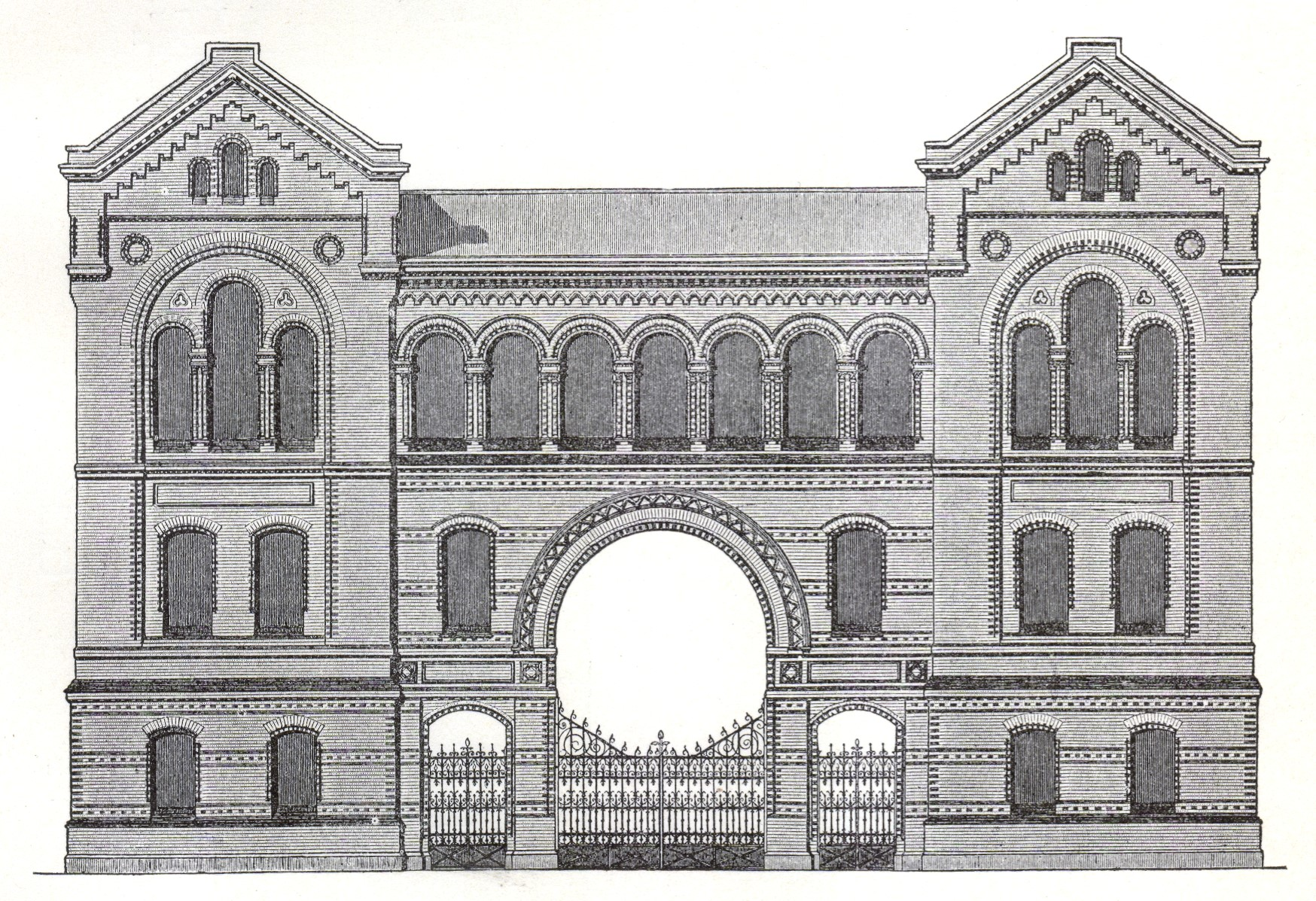
Fassade der Synagoge an der Lindenstraße 1890/91

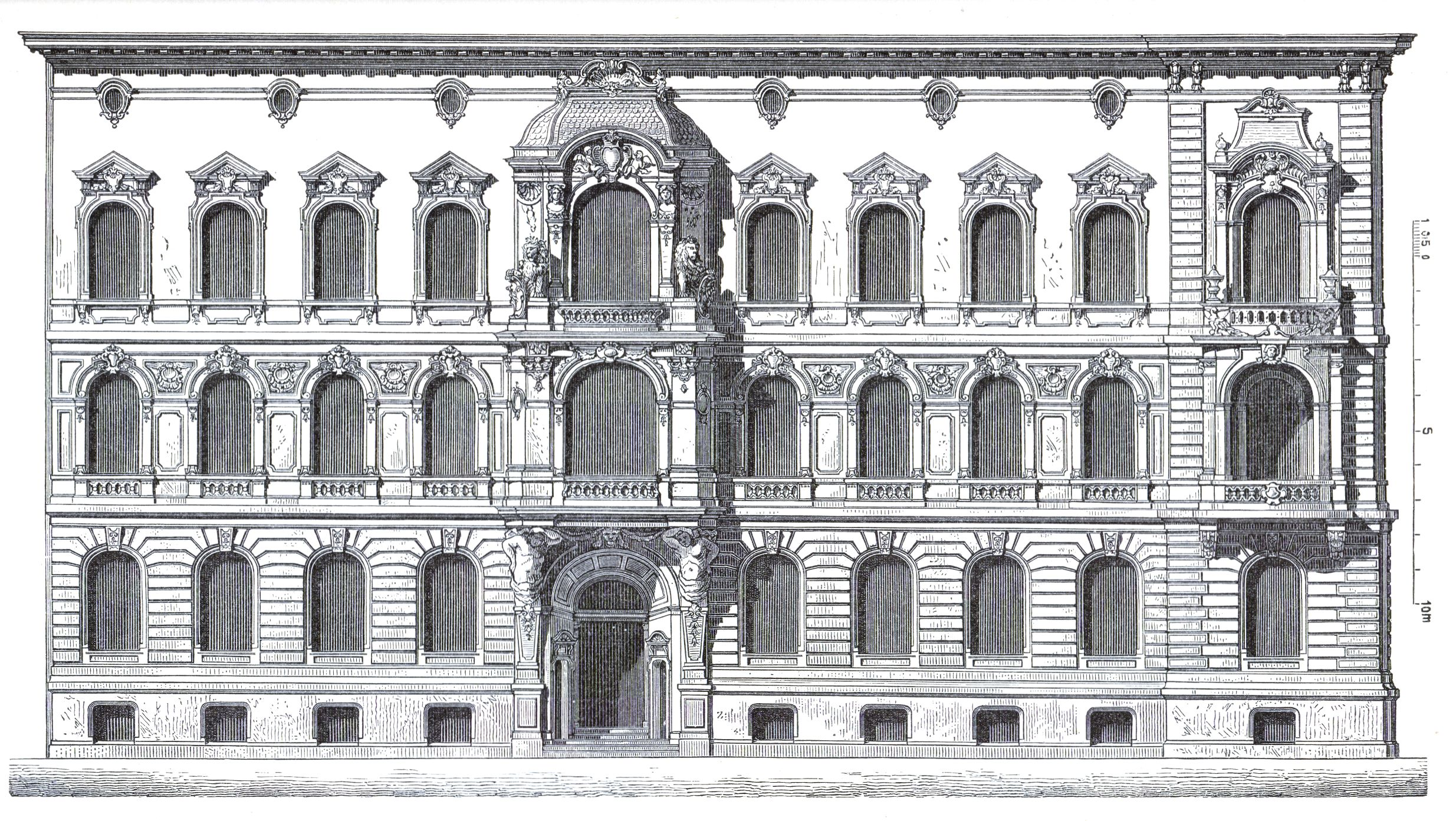
Wohn- und Geschäftshaus an der Ecke Behren-/Wilhelmstraße 1886/87

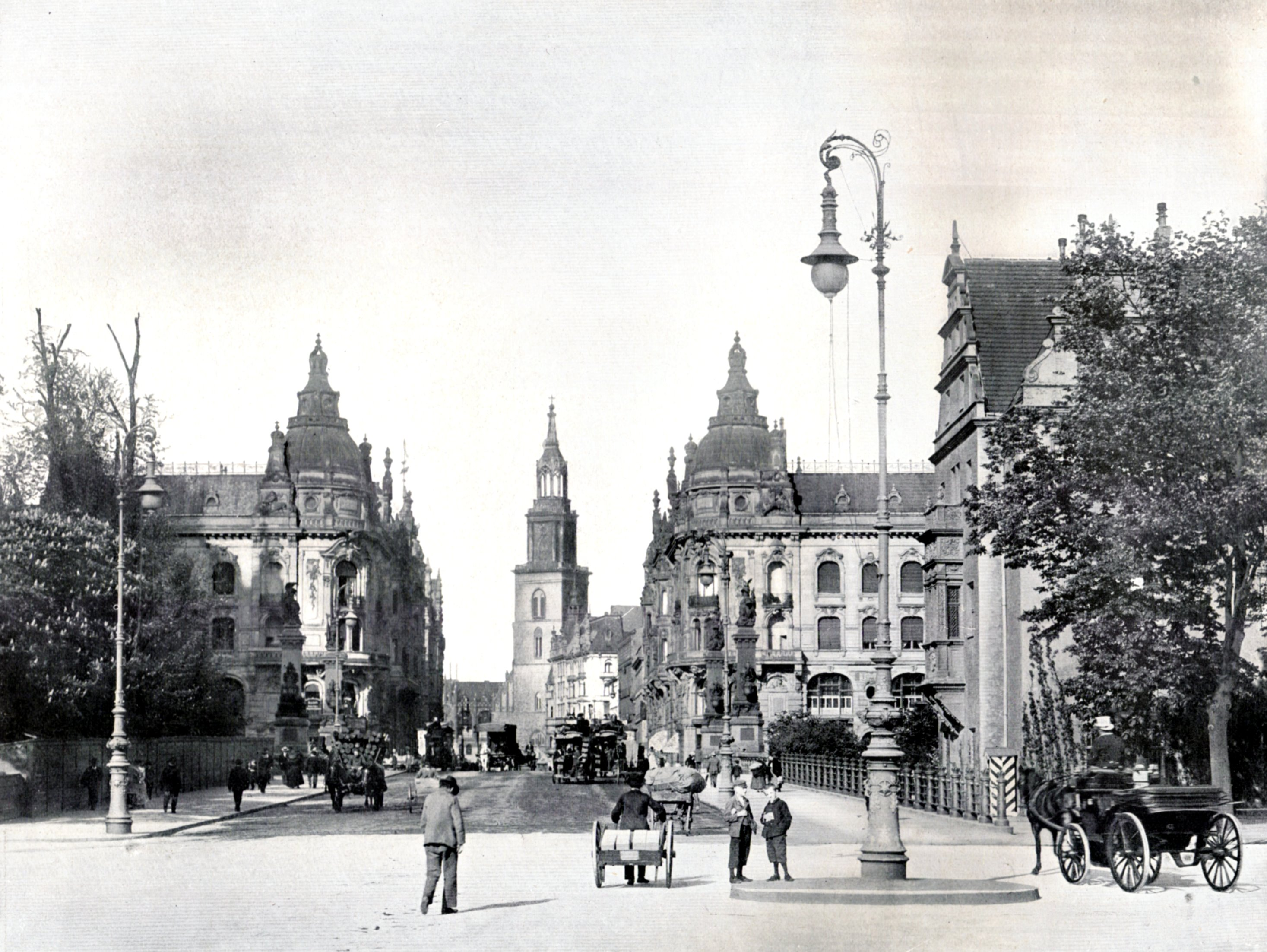
Durchbruch der Kaiser-Wilhelm-Straße mit den beiden Kopfbauten von Cremer & Wolffenstein

Das Architekturbüro Cremer & Wolffenstein wurde 1882 von Wilhelm Cremer und Richard Wolffenstein gegründet und bestand bis zum Tod der beiden Architekten 1919. Im aufstrebenden Berlin des späten 19. Jahrhunderts spezialisierte sich das Büro auf Bauten für Handel und Verkehr und errichtete zahlreiche Geschäfts- und gehobene Wohnhäuser neben Hotels und Villen.
Eine Spezialität des Büros war der Bau von Synagogen, vielleicht begünstigt durch die jüdische Herkunft Wolffensteins. Die beiden Architekten gelten als wichtigste Vertreter des Synagogenbaus um 1900. Sie orientierten sich an der Dresdner Synagoge, Gottfried Sempers einzigem ausgeführten Sakralbau, mit ihrer einfachen, quadratischen Grundform und würfelförmigen Anordnung der Baumassen. Für die Fassaden verwendeten sie neben Sempers neuromanischen Formen andere Stile des eklektizistischen Historismus. Den üblicherweise im Synagogenbau der Zeit vorherrschenden maurisch-orientalischen Formen, etwa bei der Neuen Synagoge in Berlin, standen sie eher ablehnend gegenüber. Mit Ausnahme der Neuen Synagoge in Posen (1906–1907) wurden alle der acht ausgeführten von elf geplanten Synagogen in der Reichspogromnacht 1938 zerstört und erlitten damit das gleiche Schicksal wie das Vorbild in Dresden.
Das Architekturbüro war bekannt für einfache und funktionale Grundrisse. Anfänglich bevorzugten die beiden Architekten die Neurenaissance, verwendeten später aber alle Stile des Historismus. Die Wohn- und Geschäftshäuser für den Durchbruch der Kaiser-Wilhelm-Straße zählten zu den ersten neobarocken Bauten Berlins. In späteren Werken finden sich bereits Jugendstilanklänge.

## Bauten und Entwürfe (Auswahl)
- 1884: Entwurf zur Bebauung eines Grundstücks an der Peter-Paul-Passage[1] in Liegnitz[2]
- 1885–1886: Waren-Börse in der St. Wolfgangstraße (Berlin-Mitte), das Gebäude wurde später als „Feen-Palast“ berühmt.[3]
- 1886–1887: Wohnhaus an der Ecke Wilhelmstraße / Behrenstraße in Berlin (zerstört).[4]
- 1885–1887: Eckhaus-Paar an der Kaiser-Wilhelm-Straße (heute Karl-Liebknecht-Straße) / Burgstraße (Hausnummern 1–3, 47–49; zwischen Burgstraße und Heilig-Geist-Straße) (zerstört)

Die beiden Gebäude befanden sich unmittelbar gegenüber von Berliner Dom und Stadtschloss auf der anderen Seite der heutigen Liebknechtbrücke als städtebaulich hervorgehobener Eingang der Kaiser-Wilhelm-Straße.
- 1887: Haus des Geselligen Vereins der Gesellschaft der Freunde in Berlin, Potsdamer Straße 23a (zerstört)
- 1887/88: Villa des Maurermeisters Wilhelm Koch in der Hardenbergstraße 21–23, Berlin-Charlottenburg.[5]
- 1888–1890: Elektrizitätszentrale und Verwaltungsgebäude der Allgemeinen Elektricitäts-Gesellschaft (AEG) in Berlin, Schiffbauerdamm 22 (zerstört)[6]
- 1889: Synagoge Charlottenburg in (Berlin-)Charlottenburg (zerstört) (unbestätigt, der Name tritt in den Bauakten nicht auf)
- 1889–1891: Hotel Lindenhof (späteres Hotel Westminster) mit Café Ronacher und Lindengalerie in Berlin, Unter den Linden 17–18 (zerstört)[7]
- 1889–1891: Synagoge Lindenstraße in Berlin, Lindenstraße 48–50 (an der Ostseite der heutigen Axel-Springer-Straße; im Zuge der Novemberpogrome 1938 stark beschädigt, beim Luftangriff vom 3. Februar 1945 zerstört, Ruinen 1956 abgetragen; Das Mahnmal Blatt erinnert seit 1997 an die Synagoge.)
- 1890: Villa des Baumeisters und Eisenbahnunternehmers Herrmann Bachstein in Berlin-Grunewald, Bismarckallee 32[8]
- 1892: Propsteigebäude St. Hedwig in Berlin, Französische Straße 34 (zerstört)
- 1891–1892: Wohnhaus Isidor Loewe, Bellevuestraße 11a in Berlin (zerstört)
- 1893–1894: Wohnhäuser Matthäikirchstraße 32 und 33 in Berlin (zerstört; gemeinsam mit dem Architekturbüro Kayser & von Großheim)
- 1893–1896: Neue Synagoge in Königsberg (Preußen) (zerstört)
- 1894: Wettbewerbsentwurf für einen Neubau der Alten Synagoge in Magdeburg (1. Preis, nicht ausgeführt)[9]
- 1894–1895: Spandauer Vereinssynagoge in (Berlin-)Spandau, Lindenufer 12 / Kammerstraße (zerstört)
- 1895–1896: Wohnhaus Fromberg in (Berlin-)Schöneberg, Kurfürstenstraße 132[10]
- 1895: Geschäftshaus Levin in Berlin, Oberwallstraße 9 / Hausvogteiplatz (zerstört)
- 1896: Synagoge Lützowstraße in Berlin (zerstört)
- 1898–1899: Landhaus Imelmann in Berlin-Grunewald, Furtwänglerstraße 15 (unter Denkmalschutz)
- 1899: Geschäftshaus mit Hotel für Hermann Hoffmann in Berlin, Friedrichstraße / Schützenstraße (zerstört)
- 1900: Saalbau der Brauerei Königstadt in Berlin, Schönhauser Allee 10 / Senefelderplatz (zerstört)
- 1900–1902: Hochbahnhof Nollendorfplatz in Berlin (zerstört)

Über dem 1955 neu erbauten Hochbahnhof wurde zum hundertjährigen Jubiläum der BVG im Jahr 2002 eine rein dekorative Stahlkonstruktion errichtet, die sich an den Formen der ursprünglichen Kuppel von Cremer & Wolffenstein orientiert.
- 1901–1903: Verlagshaus Rudolf Mosse in Berlin, Schützenstraße 18–25 / Jerusalemer (ältester Bauteil des Mossehauses)

1910–1911 erweitert entlang der Schützenstraße, 1921–1923 umgebaut und erweitert von Erich Mendelsohn, 1992/1993 nach Kriegsschäden rekonstruierend instand gesetzt
- 1902: Kaufhaus Bargou und Söhne in Görlitz. Umbau des Stammhauses der 1868 gegründete Kaufhauskette
- 1902–1904: Gutshaus Kaltenhausen in Kloster Zinna bei Jüterbog
- 1903–1910: Kaiser-Wilhelms-Akademie für das militärärztliche Bildungswesen in Berlin, Invalidenstraße 48–49 (heute Bundesministerium für Wirtschaft und Klimaschutz)
- 1903–1904: Gebäude der Handelskammer in Berlin
- 1904–1906: Handelshochschule in Berlin, Spandauer Straße 1 (heute Institut für Wirtschaftswissenschaften)
- 1904–1911: Warenhaus Tietz am Alexanderplatz in Berlin (zerstört)
- 1906–1907: Synagoge in Posen (verändert erhalten)
- 1907: Synagoge in Dessau (zerstört)
- 1907–1908: Palais Gontard in Berlin,[11] Stauffenbergstraße 41 (heute Sitz der Generaldirektion der Staatlichen Museen zu Berlin)
- 1911–1912: Warenhaus Tietz in Hamburg, Jungfernstieg (heutiges Alsterhaus)[12]
- 1912: Erweiterungsbau des Warenhauses Tietz am Dönhoffplatz in Berlin (zerstört)
- 1912–1913: Landhaus Prieger in Berlin-Grunewald, Lassenstraße 32/34
- 1913: Erweiterungsbau des Wäschekaufhauses Heinrich Jordan in Berlin-Kreuzberg, Enckestraße 1/2 / Lindenstraße (kriegszerstört)[13]
- 1913: Geschäftshaus in Berlin, Oranienplatz 17 / Oranienstraße 40–41
- 1913–1914: Verwaltungsgebäude der Schienenfahrzeugfabrik Orenstein & Koppel (heute Arthur Koppel AG) in Berlin, Tempelhofer Ufer 23/24
- 1914: Villa für Emil Georg von Stauß in Berlin-Dahlem, Pacelliallee 14/16 (nach 1945 Residenz des US-amerikanischen Stadtkommandanten, heute Gästehaus des Außenministeriums)
- Geschäftshaus der Brüder Simon in Berlin, Neue Friedrichstraße / Klosterstraße (zerstört)
- Bankgebäude der Preußischen Hypotheken-Actienbank in Berlin, Mohrenstraße (zerstört)

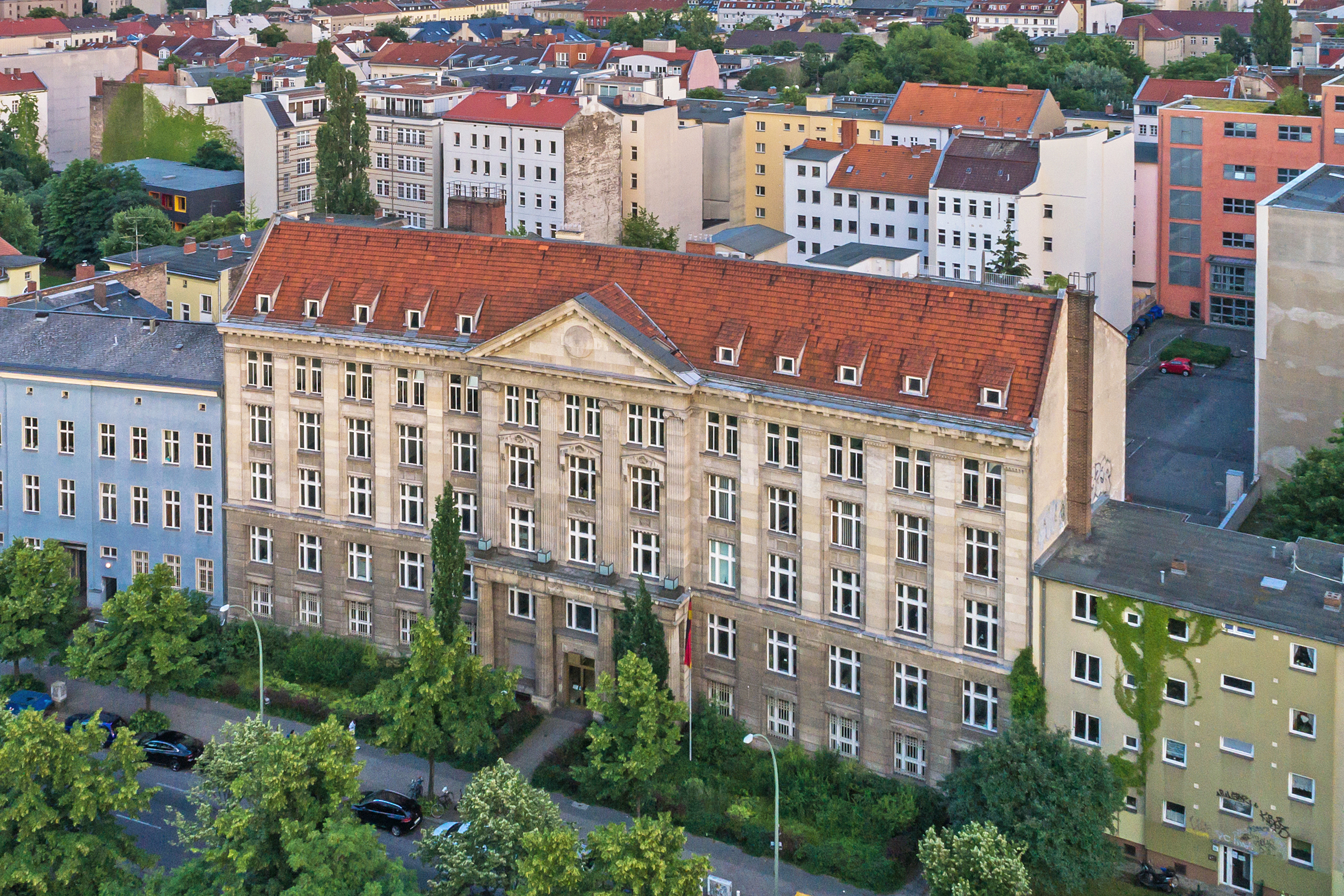
Verwaltungsgebäude der Schienenfahrzeugfabrik Orenstein & Koppel am Tempelhofer Ufer 23–24
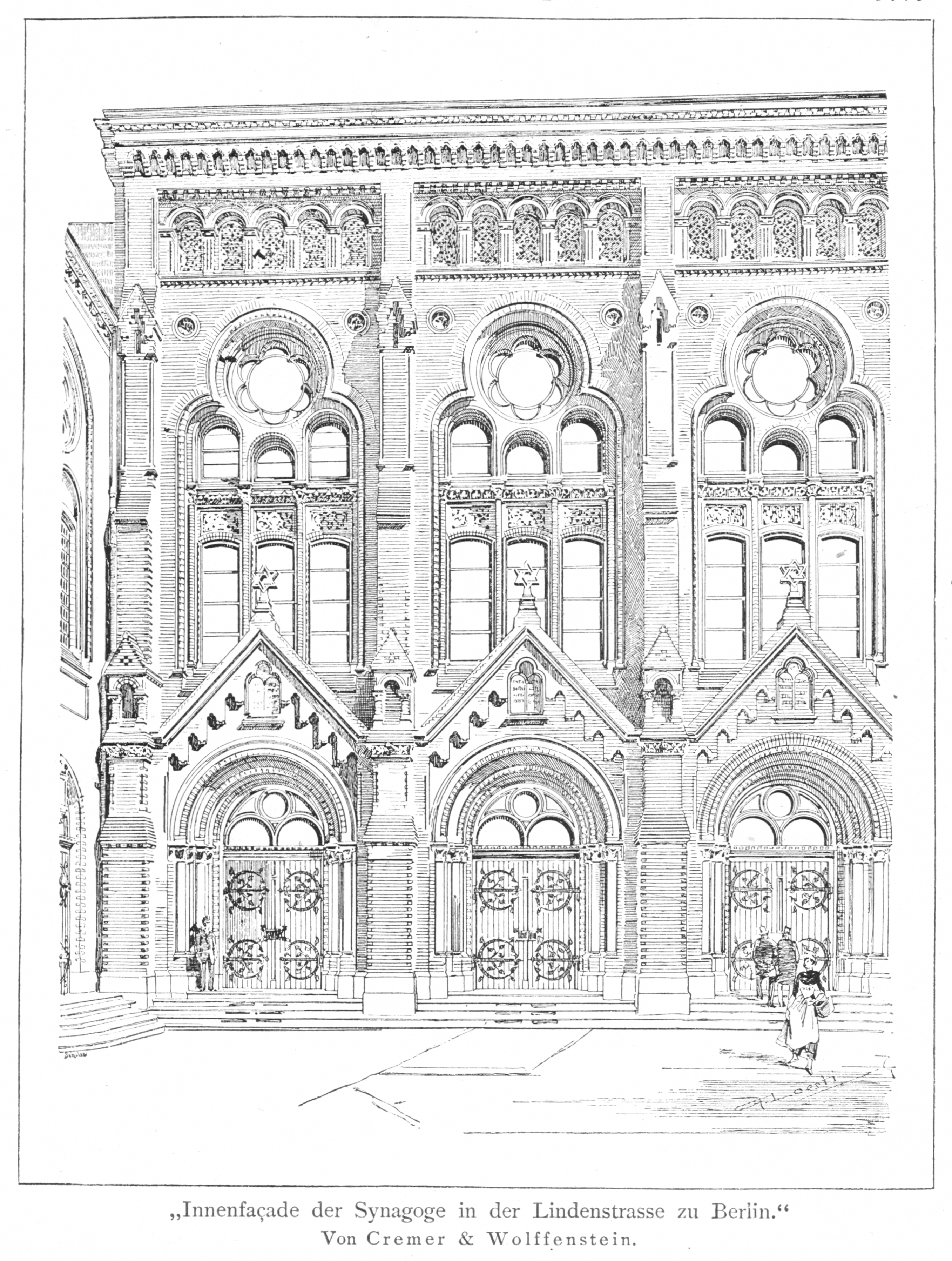
Innenfassade der Synagoge an der Lindenstraße
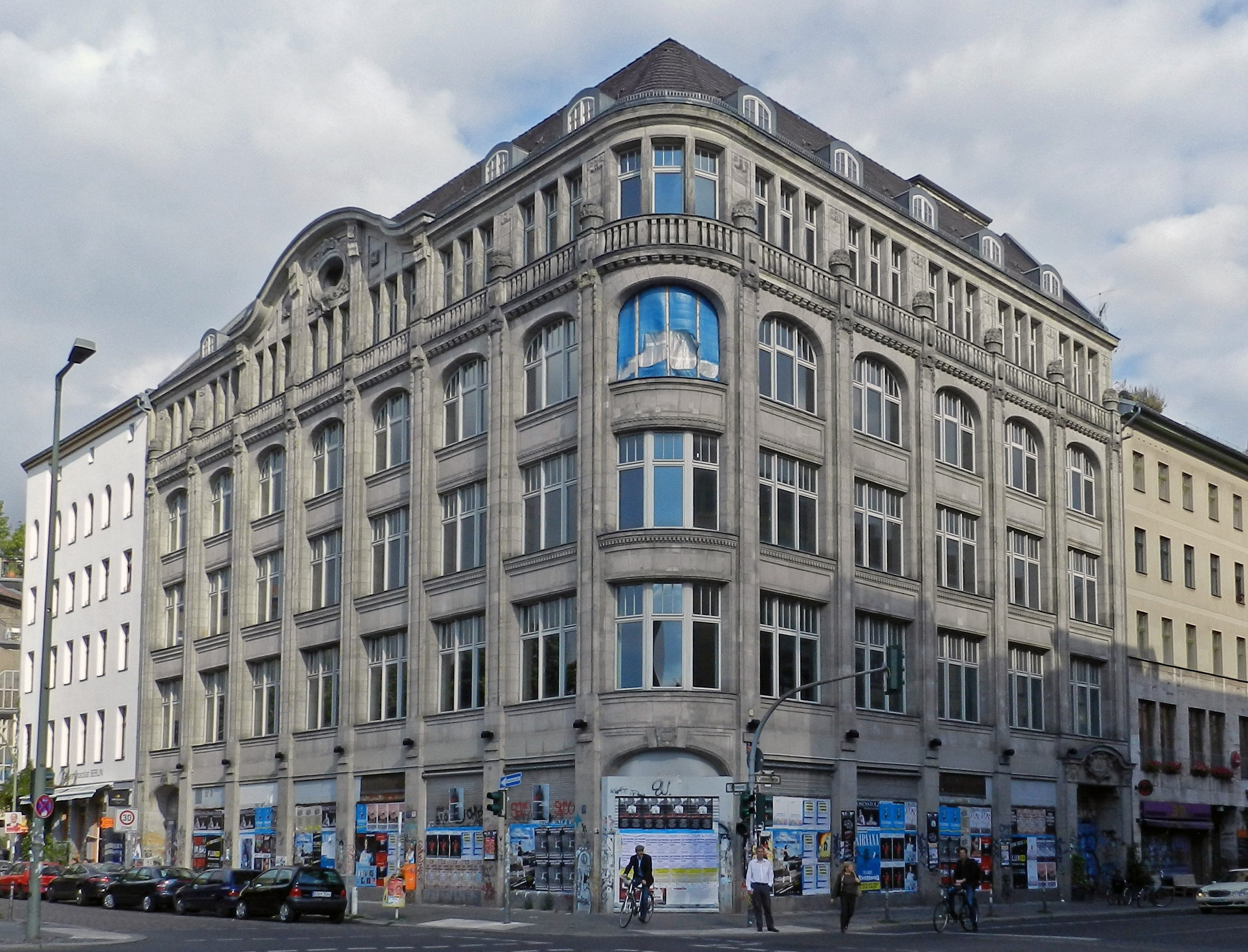
Geschäftshaus am Oranienplatz Ecke Oranienstraße
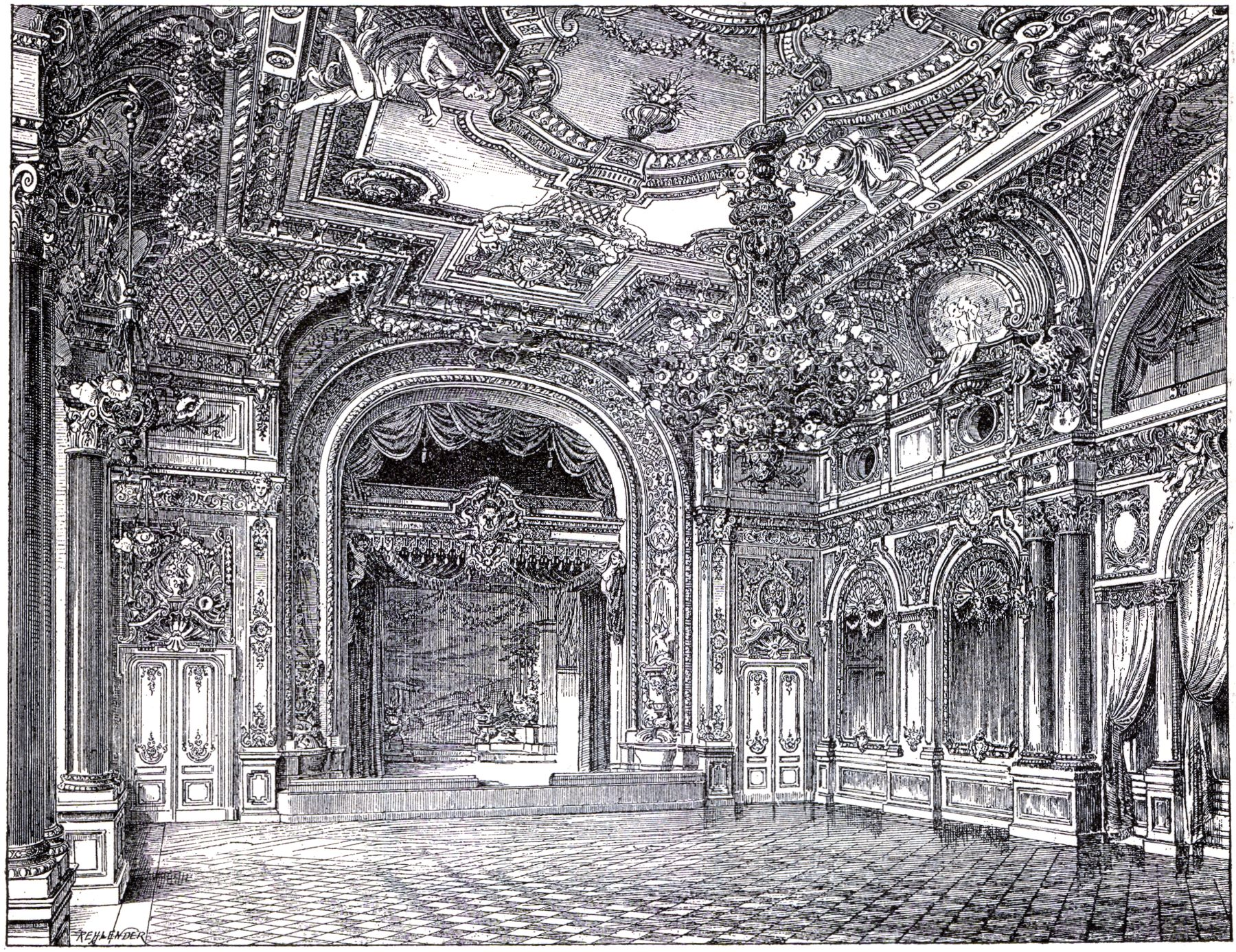
Festsaal im Haus des Geselligen Vereins der Gesellschaft der Freunde
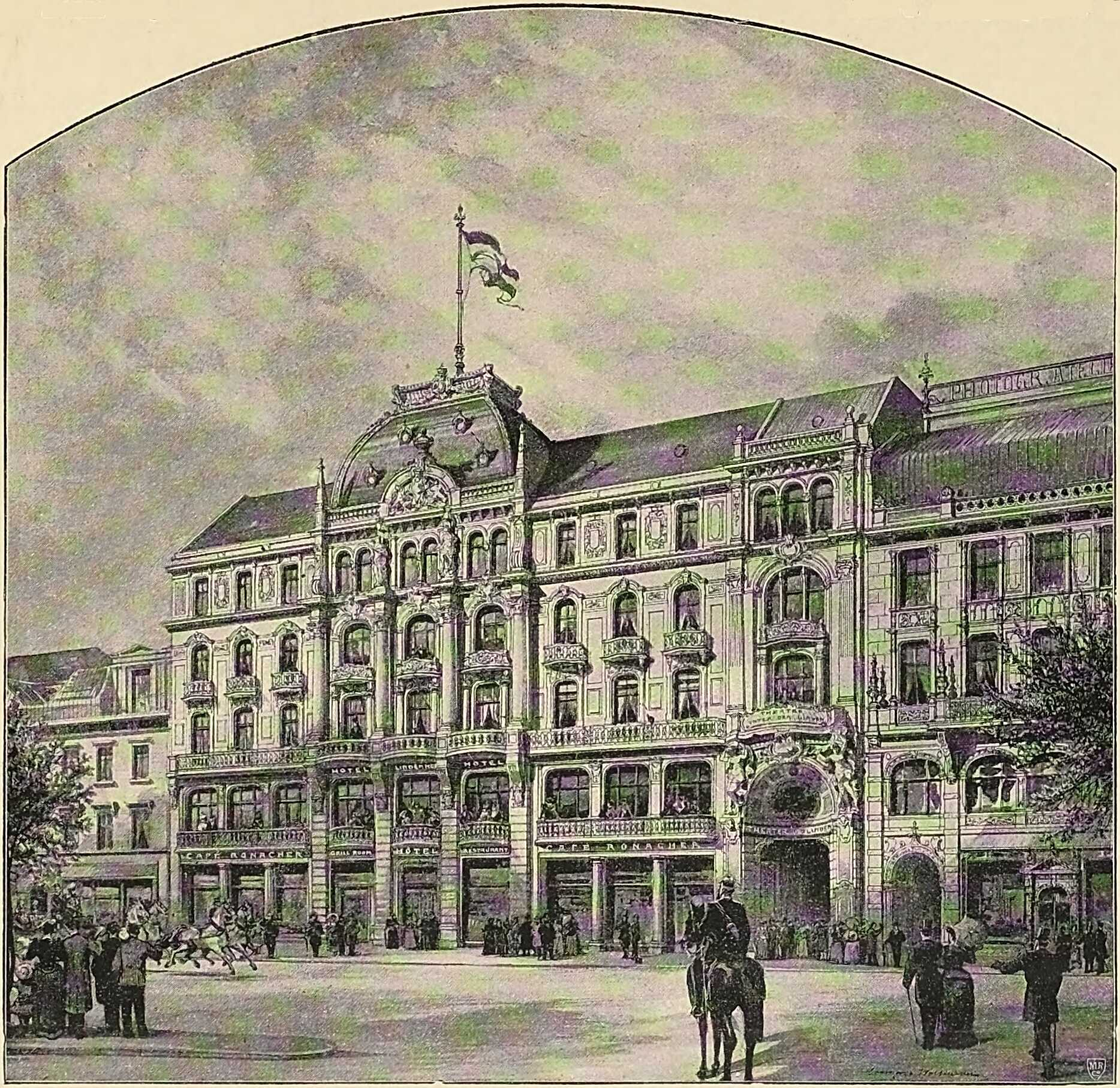
Hôtel Lindenhof, später Hotel Westminster, Unter den Linden  17–18
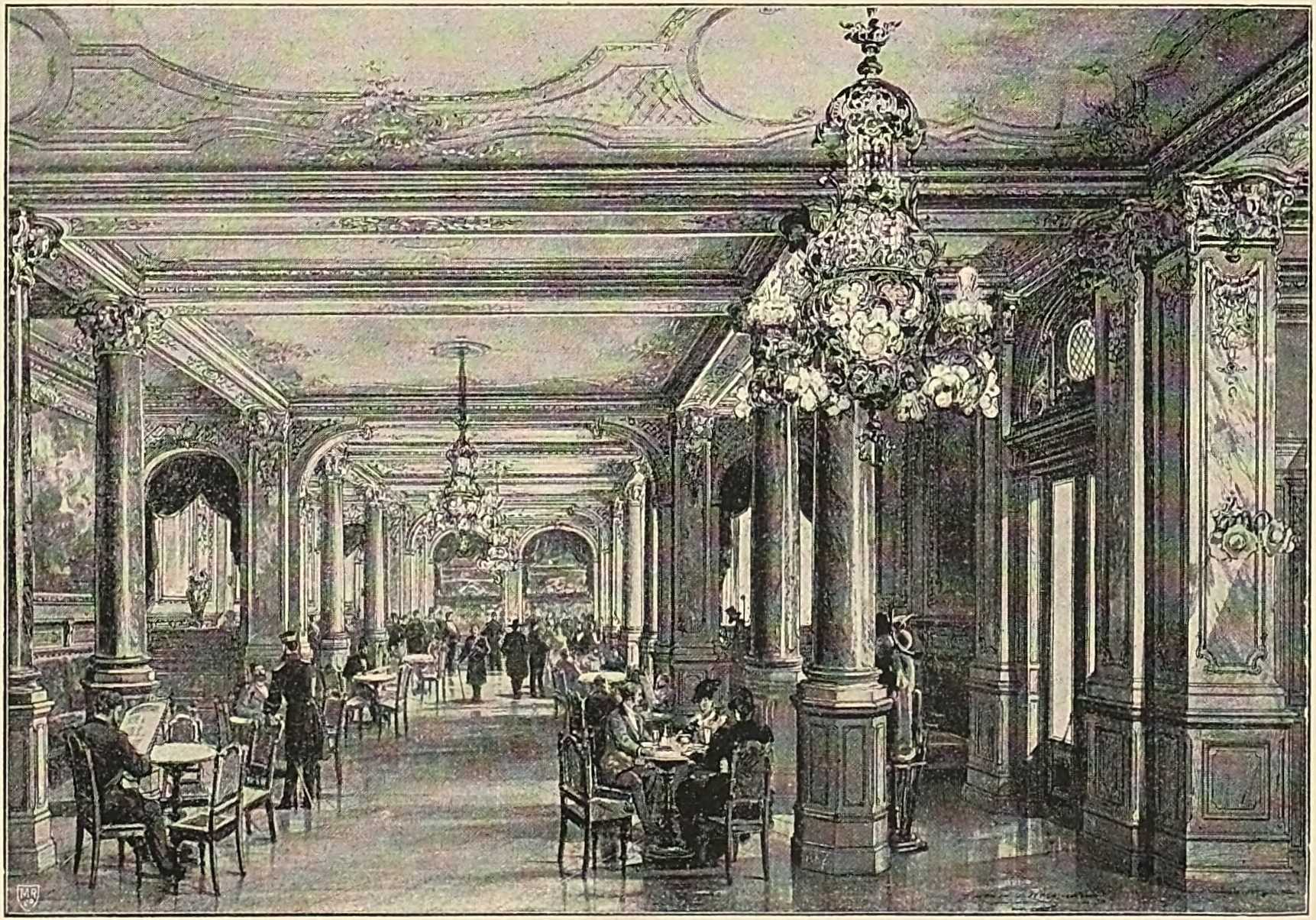
Café Ronacher, Unter den Linden 17–18